# Benešov
Benešov (tysk: Beneschau; også kendt som Benešov u Prahy) er en by i den centralbøhmiske region i Tjekkiet. Byen ligger ca. 40 km sydøst for Prag og har omkring 17.035(2024) indbyggere. Slottet Konopiště og det tjekkiske nationalbjerg Blaník ligger nær byen.

## Historie
Benešov begynde at blive befolket i det 11. århundrede. De første bosættere menes at være ankommet til Karlov-bjerget i 1050 under Přemyslide-dynastiet. En meddelelse fra det 17. århundrede peger på en eksisterende kirke i 1070. Den første skrevne omtale af Benešov stammer imidlertid først fra 1226, hvor den tilhørte herremændene i Beneschau. Et lille kloster blev grundlagt her i 1246 af Tobias von Beneschau, domprovsten i Prag og en onkel til den afdøde biskop i Prag Tobias von Bechin. I 1300 havde de forladt stedet, og ejendommen blev solgt til herremanden von Sternberg, hvis våbenskjold fortsat er byens våben. I 1420 blev den dengang fortrinsvis tyske by erobret og brændt af hussitterne.
I den sene middelalder var Beneschau centrum for adskillige politiske forhandlinger, såsom 1451 og 1473, hvor det bøhmiske rigsråd mødtes her. I det 15. og 16. århundrede oplevede byen et økonomisk boom, især takket være placeringen på handelsvejen mellem Prag og Linz. Efter det 16. århundrede skiftede byen adskillige gange ejer. Under Trediveårskrigen led befolkningen under polske og svenske hæres passage. For at fremme rekatoliseringen og for at forbedre undervisning blev der i 1703 etableret en latinskole. Sankt Anna kirken i klosteret blev bygget mellem 1705 og 1715 efter tegninger udført af den italienske arkitekt Giovanni Battista Alliprandi. Efter 1803 udviklede byen sig til et centrum for national genfødsel for de slaviske bøhmere.
I 1871 fik byen jernbaneforbindelse til Prag og allerede i 1895 var den et vigtigt regionalt knudepunkt.
Under 1. verdenskrig var Beneschau en vigtig garnisonsby i Østrig-Ungarn. Der var den 2. bataljon af 102. bøhmiske infanteriregiment og 2. bataljon af det k.k. landeværns infanteriregiment nr. 28. På grund af frygt for mulig politisk uro i 1916 blandt tjekkiske nationalister blev 2. regiment af Tiroler Kaiserjäger sammen med en reserveenhed fra Bolzano stationeret her i 1918.
Tidligt i 2. verdenskrig blev byen midlertidigt evakueret da SS-Truppenübungsplatz Böhmen fra Waffen-SS var stationeret her.
En betydelig grad af industrialisering indledtes efter 1945 med etablering af en maskinfabrik og fødevareindustri.